# Sindrome di Maroteaux-Lamy
La  sindrome di Maroteaux-Lamy è una forma di mucopolisaccaridosi, una malattia metabolica, autosomica recessiva, che fa parte dell'eterogeneo gruppo delle malattie da accumulo lisosomiale.

## Epidemiologia
La malattia si diffonde in entrambi i sessi senza prevalenza.

## Storia e sintomi
I bambini affetti da MPS VI, o sindrome di Maroteaux-Lamy, di solito hanno un normale sviluppo intellettuale, ma condividono molti dei sintomi fisici trovati nella sindrome di Hurler. Causata dal deficit dell'enzima N-acetilgalattosammina-4-solfatasi, la sindrome di Maroteaux-Lamy ha una gamma variabile di sintomi gravi. Complicanze neurologiche che comprendono cornee offuscate, sordità, ispessimento della dura madre (la membrana che circonda e protegge il cervello e midollo spinale) e dolore causato da compressione o traumi ai nervi ed alle radici nervose.
I segni si rivelano presto nella vita del bambino malato. Uno dei primi sintomi che si manifesta è un tempo di apprendimento della deambulazione più lungo rispetto a quello dei coetanei. A 10 anni i bambini hanno sviluppato un tronco accorciato, una posizione accovacciata ed un limitato movimento articolare. Nei casi più gravi, i bambini sviluppano addome sporgente e curvatura della colonna vertebrale. Alterazioni scheletriche (in particolare nella regione pelvica) sono progressive e limitano il movimento. Molti bambini hanno anche ernia ombelicale o ernie inguinali. Quasi tutti i bambini hanno una qualche forma di malattia cardiaca, come disfunzioni valvolari. Una terapia enzimatica sostitutiva, galsulfase (Naglazyme), è stato testato su pazienti con MPS VI e ha avuto successo in quanto ha portato un miglioramento della crescita e del movimento articolare. Un esperimento è stato poi effettuato per verificare se l'iniezione dell'enzima mancante nei fianchi avrebbe aiutato il raggio di movimento e diminuito il dolore. Con il costo di 350000 $ all'anno, il Naglazyme è uno dei farmaci più costosi al mondo.

## Sintomatologia
Fra i sintomi e segni clinici troviamo nanismo, l'intelligenza invece rimane invariata, salvo rare eccezioni con interessamento cerebrale ed encefalite subacuta. Sono frequentissimi dei gravi disturbi alla vista, generalmente conducenti alla cecità durante l'infanzia.

## Eziologia
La causa è genetica, sono stati riscontrati 8 mutamenti genetici diversi responsabili della deficienza enzimatica.

## Prognosi
La prognosi varia a seconda della forma, nella più grave la morte sopraggiunge intorno ai 20 anni di vita.